# Anna Maria de Dinamarca
Anna Maria de Dinamarca   (Amalienborg, 30 d'agost de 1946) és Princesa de Dinamarca i Reina consort de Grècia (1964 - 1973) pel seu casament amb el rei Constantí II de Grècia.

## Biografia
La princesa Anna Maria va néixer el 30 d'agost de 1946 al Palau de Frederic VIII, un palau del segle XVIII que forma part del complex del Palau d'Amalienborg, al centre de Copenhaguen . Va ser la tercera i última filla del príncep hereu Frederic IX de Dinamarca i la princesa hereva Ingrid de Dinamarca. El seu pare era el fill gran de Cristià X de Dinamarca i Alexandrina de Mecklenburg-Schwerin; la seva mare, nascuda princesa de Suècia, era l'única filla del príncep hereu de Suècia (més tard rei Gustau VI Adolf) i la princesa Margarida de Connaught. En néixer, Anna Maria tenia dues germanes grans: la princesa Margarida (més tard reina de Dinamarca) i la princesa Benedikte (que es va convertir en princesa de Sayn-Wittgenstein-Berleburg).
L'Anne-Marie va ser batejada el 9 d'octubre de 1946 a l'església de Holmen, a Copenhaguen. Els seus padrins van ser els seus avis paterns, el rei Cristià X i la reina Alexandrina de Dinamarca; el seu avi matern, el príncep hereu Gustau Adolf de Suècia ; el seu oncle matern, el príncep Bertil, duc de Halland; el seu oncle patern, el rei Haakon VII de Noruega; la seva tia-àvia paterna, la princesa Dagmar de Dinamarca ; el cosí del seu avi, el príncep Jordi de Grècia i Dinamarca; la cosina del seu pare, la princesa hereva Märtha de Noruega; la reina Maria del Regne Unit ; i la princesa hereva Juliana dels Països Baixos.
L'Anne-Marie és rebesnéta de la reina Victòria i de Cristià IX de Dinamarca. Per tant, està relacionada amb molts altres membres de la reialesa europea, com ara el seu futur marit Constantí II, que també és rebesnét de la reina Victòria i de Cristià IX de Dinamarca. A més, Anne-Marie és la tia per matrimoni de Felip VI d'Espanya i la cosina germana de Carles XVI Gustau de Suècia.

### Primers anys de vida
La princesa Anna Maria i les seves germanes van créixer en apartaments del Palau de Frederic VIII a Amalienborg, a Copenhaguen, i al Palau de Fredensborg, a Zelanda del Nord. Va passar les vacances d'estiu amb la família reial a la residència d'estiu dels seus pares, al palau de Gråsten, al sud de Jutlàndia. El 20 d'abril de 1947, menys d'un any després del naixement de la princesa Anna Maria, el seu avi, Cristià X, va morir, i el seu pare va ascendir al tron com el rei Frederic IX.
En el moment de l'ascens del seu pare al tron, només els homes podien ascendir al tron de Dinamarca. Com que els pares d'Anne-Marie no tenien fills, es va suposar que el seu oncle patern, el príncep Knud, algun dia assumiria el tron. La popularitat de Frederic IX i les seves filles, i el paper més destacat de les dones en la vida danesa, van aplanar el camí per a una nova Llei de Successió el 1953 que permetia la successió femenina al tron seguint el principi de primogenitura de preferència masculina, segons el qual una dona pot ascendir al tron si no té germans. La seva germana gran, Margrethe, es va convertir, per tant, en hereva presumpta, i la princesa Benedikte i la princesa Anne-Marie van passar a ser la segona i la tercera en la línia de successió.
L'Anne-Marie va estudiar a l'escola N. Zahle, una escola privada de Copenhaguen, del 1952 al 1961. El 1961, va assistir a l'escola Chatelard School for Girls, un internat anglès als afores de Montreux, a Suïssa. El 1963 i el 1964, va assistir a l'Institut Le Mesnil, una escola de postgrau suïssa també a Montreux. En tornar de l'escola, l'Anne-Marie va fer feina de cura d'infants durant uns anys. Això va ser en aprovació de la seva mare, que desitjava que es convertís en una bona mestressa de casa per al seu futur marit.

## Matrimoni
El 1959, als 13 anys, Anne-Marie va conèixer per primera vegada el seu futur marit, el seu cosí tercer Constantí, príncep hereu de Grècia, que acompanyava els seus pares, el rei Pau i la reina Frederica, en una visita d'estat a Dinamarca. Constantí en aquell moment tenia 19 anys. Es van tornar a trobar a Dinamarca el 1961, quan Constantine va declarar als seus pares la seva intenció de casar-se amb Anne-Marie. La parella es va prometre en secret sense dir-ho al públic ni als membres de les seves famílies a causa de l'oposició de Frederic IX a la seva relació a causa de la seva curta edat. Es van tornar a trobar a Atenes el maig de 1962 al casament de la germana gran de Constantí, la princesa Sofia de Grècia i Dinamarca, i el príncep Joan Carles d'Espanya . Anna Maria era dama d'honor, mentre que Constantí era padrí dels futurs monarques d'Espanya. La parella va passar un temps a Atenes després i va explicar a les seves famílies el seu compromís. Es van tornar a trobar el 1963 a les celebracions del centenari de la monarquia grega. Tot i que ja s'havia revelat a la seva família, el seu compromís es va anunciar al públic durant aquestes celebracions. Després d'això, Anne-Marie va començar a estudiar la història de Grècia i la història de la monarquia grega, així com a prendre classes de grec modern per aprendre la llengua del país on havia de regnar el seu marit.

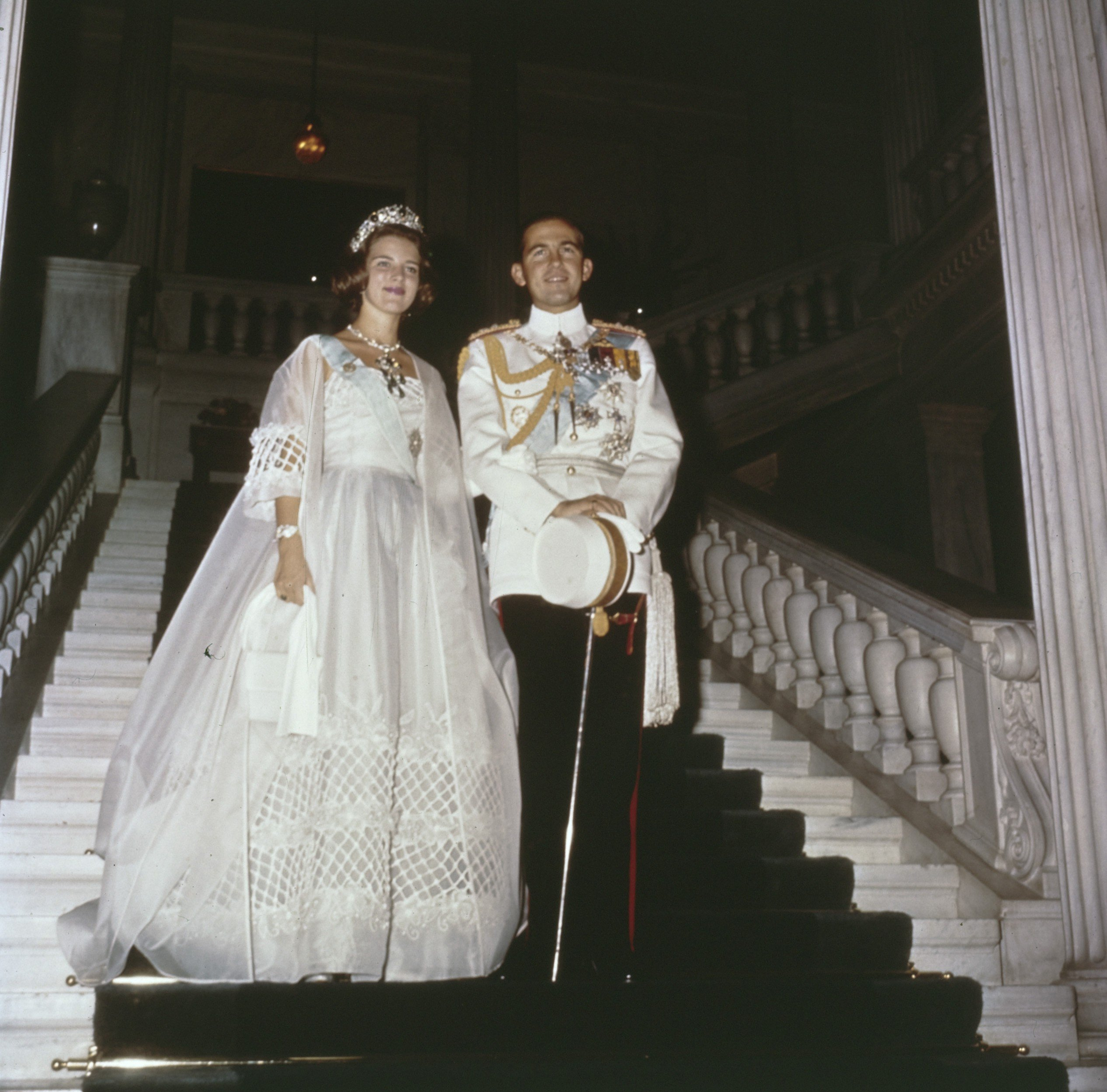
Constantine i Anne-Marie a la seva gala prèvia al casament al Palau Reial, 1964

La mare de Constantí, Frederica, va sol·licitar inicialment que es gastés un milió de dòlars en el casament, però el despatx privat de la família reial danesa ho va denegar. Les famílies reials danesa i grega finalment van acordar invertir dos milions de dòlars en el casament. Abans de ser gastats, aquests diners estaven emmagatzemats al sistema bancari suís. El juliol de 1964, l'anunci del compromís de Constantine i Anne-Marie va aixecar les protestes educades de l'esquerra a Dinamarca. Anteriorment, el 6 de març de 1964, el rei Pau va morir, i Constantí el va succeir com a rei dels grecs. Es va especular que, com a conseqüència de la mort de Paul, el casament s'ajornaria i s'endarreriria. No obstant això, Frederica va sol·licitar que el seu matrimoni tingués lloc en la data original. Anne-Marie i Constantine es van casar el 18 de setembre de 1964 (dues setmanes després del 18è aniversari d'Anne-Marie) a la Metròpoli, la Catedral Ortodoxa Grega d'Atenes. L'Anne-Marie es va convertir del luteranisme a l'Església Ortodoxa Grega 7 mesos i 3 dies després del seu matrimoni. El 21 d'abril de 1965. Hi havia un permís especial, per a això, de l'arquebisbe d'Atenes i de tota Grècia, que és el cap de l'Església Ortodoxa de Grècia. Perquè ella pogués celebrar la Pasqua, que era 4 dies després.
A més, com que es casava amb un governant estranger, el consentiment per al matrimoni es va donar amb la condició que Anna Maria renunciés als seus drets de successió al tron danès per a ella i els seus descendents.
L'any 1964 es casà a Atenes amb el ja rei Constantí II de Grècia, que era fill del rei Pau I de Grècia i de la princesa Frederica de Hannover. La parella ha tingut cinc fills:
- Alèxia de Grècia, nascuda el 1965 a Atenes. Es casà el 1998 a Londres amb l'arquitecte de Lanzarote Carlos Morales Quintana.
- Pau de Grècia, nascut el 1967 a Atenes. Es casà el 1995 a Londres amb l'estatunidenca Marie-Chantal Miller.
- Nicolau de Grècia i Dinamarca, nascut el 1969 a Roma. Casat el 2010 amb Tatiana Elinka Blatnik.
- Teodora de Grècia i Dinamarca, nascuda a Londres el 1984.
- Felip de Grècia, nascut a Londres el 1986.

## Reina dels hel·lens
Com a reina de Grècia, el paper principal d'Anne-Marie engendrar un hereu que finalment assumiria el càrrec de rei. L'Anne-Marie va passar gran part del seu temps treballant per a una fundació benèfica coneguda com a Her Majesty's Fund i més tard com a Anne-Marie Foundation, que passistia persones de zones rurals de Grècia. El Fons va ser una organització creada per Frederica durant el regnat del seu marit que tenia com a objectiu ajudar els pobres i desfavorits. L'Anne-Marie també va treballar estretament amb la Creu Roja i altres organitzacions benèfiques.
El 10 de juliol de 1965,Anna Maria va donar a llum a la vil·la Mon Repos de Corfú la seva primera filla, Alèxia, que va ser hereva presumpta al tron de Grècia, des del seu naixement fins al naixement del germà petit, el príncep hereu Pavlos, el 20 de maig de 1967, d'acord amb l'ordre de successió de Grècia que s'adheria a la primogenitura de preferència masculina. A l'època del naixement d'Alèxia i Pavlos, Grècia no tenia gaire estabilitat política a causa d'un cisma entre Constantí i el primer ministre Georgios Papandreou, que volia degradar el ministre de Defensa, Petros Garoufalias, per a poder assumir ell mateix el càrrec. Aleshores es va produir una baralla que va provocar la dimissió de Papandreou.
Un grup de soldats grecs va enderrocar el govern del nou primer ministre, Panagiotis Kanellopoulos, l'abril de 1967, cosa que va marcar l'inici d'una dictadura militar a Grècia. La família reial no va ser informada i, per evitar combats, Constantine i Anne-Marie van acceptar reconèixer la dictadura en contra de la seva voluntat, però molts membres del públic van creure que havien donat suport i fins i tot finançat el cop d'estat. El mes següent, Anne-Marie va donar a llum un fill, Pavlos, que immediatament va assumir el càrrec de príncep hereu de Grècia de mans de la seva germana. En el seu bateig, Anne-Marie i Constantine van decidir fer de Frederica la seva padrina i de l'exèrcit hel·lènic la seva figura de padrí. Molta gent va veure aquesta decisió com un reconeixement de la família reial a la dictadura militar. Com a resultat del cop militar, les relacions entre Atenes i Copenhaguen s'havien anat deteriorant i, en un intent de salvar la "seguretat nacional", no es va permetre que cap membre de la família reial danesa assistís al bateig.  Margarida II de Dinamarca, la futura reina de Dinamarca, es va casar amb Henri de Laborde de Monpezat en el seu casament el 10 de juny de 1967. Posteriorment, a Anne-Marie, la germana de Margrethe, i a Constantine se'ls va denegar una invitació al seu casament, cosa que va arruïnar encara més les relacions durant un temps.

## Exili

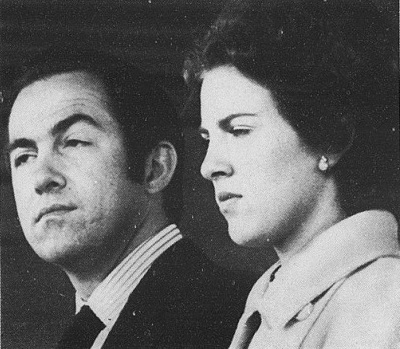
L'Anne-Marie i en Constantí assistint a un espectacle eqüestre a Roma durant el seu exili a Itàlia

L'any 1967 partí a l'exili amb el seu marit i s'instal·laren a Roma per passar posteriorment per Madrid, Copenhaguen i instal·lar-se definitivament a Londres.
El desembre de 1967, Constantine va intentar desfer-se del règim autoritari militar intentant organitzar un contracop d'estat. El contracop va fracassar.  Després de l'abandonament del cop d'estat, la junta militar a Grècia va aconsellar fermament a Anne-Marie i Constantine que abandonessin el país. Sense deixar-los cap opció real en dir això, essencialment els estaven obligant a ser exiliats del país. Anna Maria i Constantí van fugir a la propera Itàlia i van buscar refugi a l'ambaixada grega a Roma, on Anna Maria i Constantí es van convertir en monarques titelles. Després de dos mesos de refugi a l'ambaixada grega, Anne-Marie i Constantine van rebre la salutació de Moritz, landgrave de Hesse, que va organitzar l'allotjament dels seus fills a la Villa Polissena, un palau italià on el mateix Moritz havia viscut anteriorment durant l'exili de la seva família. Finalment, Anne-Marie va acceptar amb Constantine traslladar-se al número 13 de Via di Porta Latina, on hi havia una gran vil·la propietat de la comtessa Cristina Paolozzi. La parella va llogar l'espai a 8.000 francs al mes durant els següents cinc anys.
Possiblement a causa de l'estrès i la preocupació, l'Anne-Marie va patir un avortament espontani a principis de 1968. L'Anne-Marie va tornar a quedar embarassada el febrer de l'any següent i va donar a llum el príncep Nicolau de Grècia i Dinamarca. L'Anne-Marie i en Constantine van establir una petita escola a la seva vil·la per preservar la cultura grega entre els seus fills. Malgrat l'expansió de la seva família, Anne-Marie i Constantine havien experimentat alguns problemes matrimonials a principis dels anys setanta. Es va informar que Anne-Marie el 1974 estava considerant sol·licitar el divorci i tornar a Dinamarca, però la seva relació es va reparar i fins i tot es va "enfortir" com a resultat.
Durant tot aquest temps, tot i que vivien a l'exili, Anna Maria i Constantí van continuar sent formalment els monarques de Grècia. Rebien un sou mensual de la junta militar, però no rebien invitacions a esdeveniments governamentals grecs. Encara se'ls permetia representar Grècia i la corona grega en esdeveniments reials internacionals. Per exemple, la parella va assistir al 21è aniversari de Carles, príncep de Gal·les, el 1969, al 2500è aniversari de la fundació de l'Imperi Persa el 1971, i al bateig a Madrid de Francesc, el fill gran d'Alfons, duc d'Anjou i Cadis. Un dels últims esdeveniments als quals van assistir Anna Maria i Constantí com a monarques de Grècia va ser el funeral de Frederic IX, el pare d'Anna Maria, a qui va lamentar profundament.

## Destronament

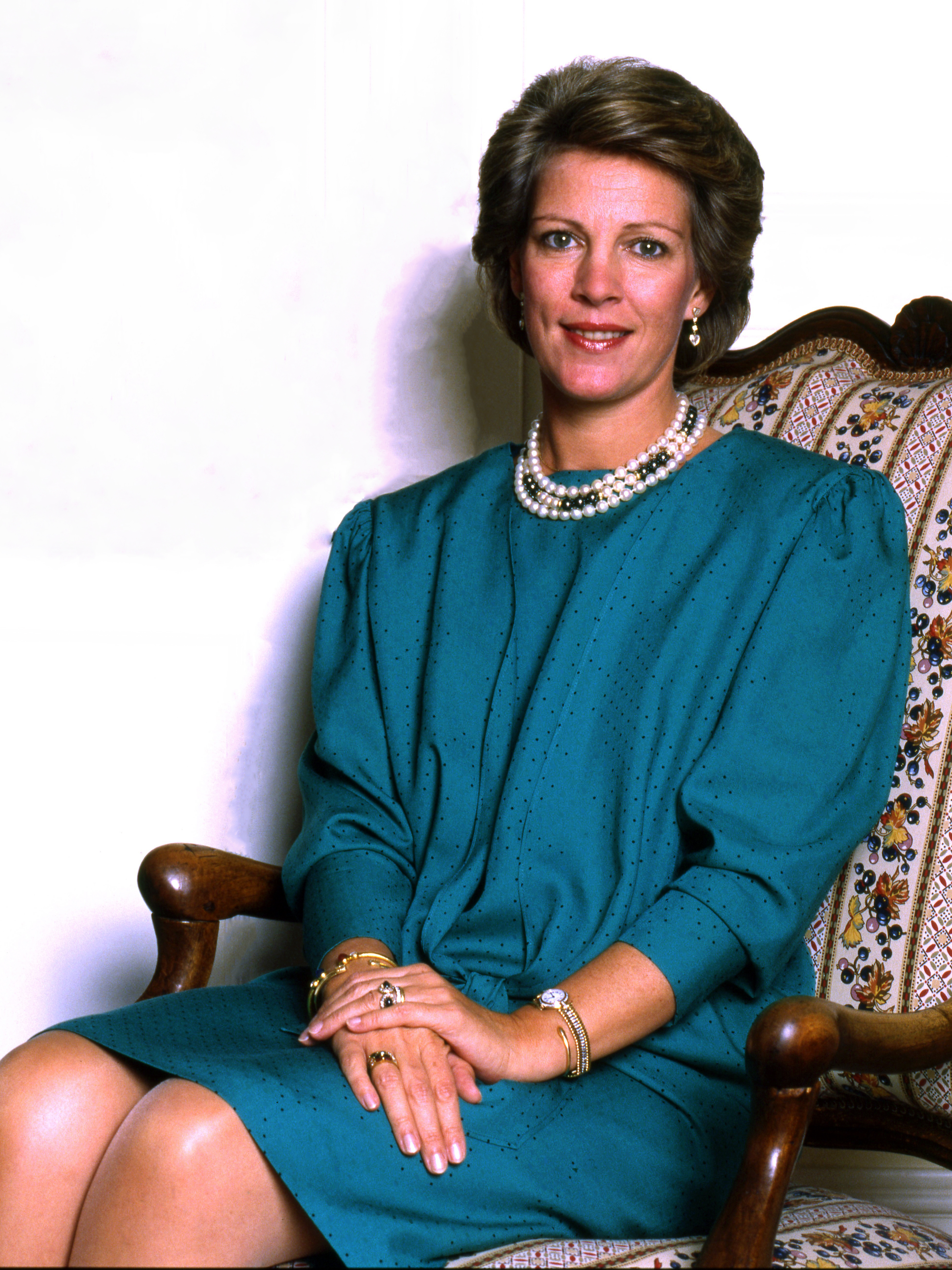
Retrat d'Allan Warren, 1987

La junta militar a Grècia va començar a distanciar-se notablement de la monarquia quan Georgios Zoitakis va substituir Georgios Papadopoulos com a regent de Grècia. El 1972, la cara de Constantí va ser substituïda a les monedes per un fènix, símbol de l'exèrcit grec i ocell nacional de Grècia. (Palmer & Greece 1990)  Va començar un període de creixent revolta contra la dictadura militar, que va resultar en l'abolició de la monarquia el 1973. Anne-Marie i Constantine van ser oficialment destronats pel referèndum de la república grega de 1974, el 29 de juliol de 1974. La família reial va ser desposseïda de les seves quotes mensuals del govern, cosa que els va obligar a abandonar la seva llar a Roma. Margarida II va acceptar immediatament allotjar Anna Maria, Constantí i la seva família a Amalienborg durant un any. L'Anne-Marie es va traslladar amb la seva família a Anglaterra. Primer van viure a Chobham, a Surrey. Més tard, es van traslladar al suburbi londinenc de Hampstead.
La dictadura militar a Grècia va col·lapsar el 1974 després d'un cop d'estat fallit, que tenia com a objectiu unir Grècia i Xipre. El cop d'estat fallit va resultar directament en la invasió turca de Xipre el 1974, que va provocar una gran oposició a la junta grega. S'esperava que els seus càrrecs com a Rei i Reina dels Hel·lens es restablissin amb la reinstauració de la democràcia, però un altre referèndum va confirmar que la monarquia romandria abolida i finalment es va formar la Tercera República Hel·lènica. El nou govern grec va continuar imposant l'exili d'Anne-Marie i la seva família, ja que els veia com una amenaça per a la nova república. A partir de llavors, la família no va poder entrar al país. Se'ls va negar l'entrada al país fins i tot per al funeral de Frederica. Frederica havia mort a l'exili el febrer de 1981 a Madrid, on s'estava allotjant amb la seva filla, Sofía. La família reial espanyola i el govern espanyol van intervenir i van obtenir l'autorització perquè la família reial grega tornés només per un dia, el dia del funeral.
A Londres, Anne-Marie va establir amb Constantine el Hellenic College de Londres per ajudar de nou els seus fills a aprendre la llengua i la cultura gregues. La família va continuar rebent el suport de la família reial espanyola, la família reial danesa, la família reial britànica, la família reial sueca i la família reial noruega. L'Anne-Marie i el Constantine van rebre ajuda financera de Hussein de Jordània i de Mohammad Reza Pahlavi, el xa de l'Iran. Després d'un avortament espontani el 1980, Anne-Marie i Constantine van acordar ampliar la seva família. Després del bateig del príncep Pere de Iugoslàvia, a qui Anna Maria i Constantí van batejar, la parella va donar a llum la princesa Teodora el juny de 1983 i més tard el príncep Felip de Grècia l'abril de 1986. El 1989, es van celebrar les noces de plata del matrimoni d'Anne-Marie amb Constantine al castell de Kronborg, a Dinamarca.

## Retorn a Grècia

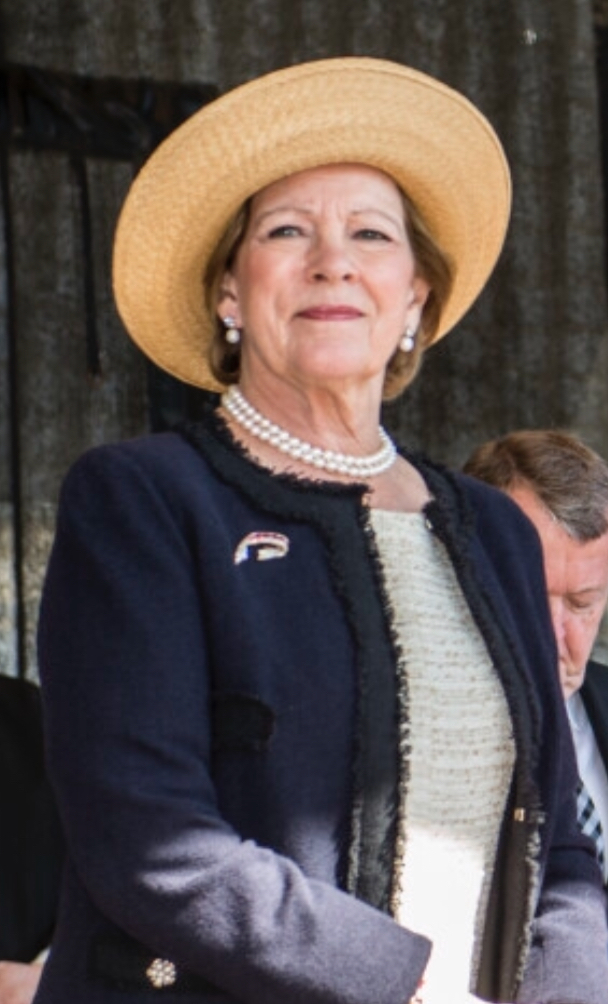
Anna Maria el 2018

El govern de Grècia va concedir el 1991 permís a Anne-Marie i Constantine per recuperar més de 68 tones de les seves pertinences per conservar-les o vendre-les. Aquests objectes havien estat abandonats prèviament al Palau de Tatoi i al Palau de Mon Repos quan els monarques van ser exiliats 23 anys abans. Dos anys més tard, la parella va poder tornar a entrar a Grècia en una visita privada al seu iot amb els seus fills. Havien acordat amb el govern evitar les zones turístiques i poblades. Quan la família es va aturar a buscar petroli en un port del sud de Grècia, l'Anne-Marie i el Constantine van ser omplerts per una multitud de gent i premsa, que els van saludar amb aplaudiments i aplaudiments. Com a resultat, el govern grec va enviar destructors navals i un avió Lockheed C-130 Hercules. Això es va considerar una prova que la parella encara tenia una "influència real a Grècia". Posteriorment, la família va ser escortada per militars, abans de ser obligada a navegar fora de les fronteres marítimes gregues.
Possiblement com a resultat de la seva visita de 1993, el primer ministre Andreas Papandreou va confiscar tots els béns de la família reial exiliada, incloent-hi Tatoi, Mon Repos i Psychico, una granja situada al mont Hymettus. Tots els objectes tangibles que la família no havia evacuat el 1991 també els van ser confiscats pel govern. Finalment, el govern va desposseir la família reial grega de la seva ciutadania i passaport grecs, tret que renunciessin als seus drets dinàstics, abandonessin el nom "de Grècia" i fessin jurament a la república. Anne-Marie i Constantine ho van qualificar de "l'insult més gran d'aquest món que un grec li digui que no és grec". A més, el govern grec els va acusar de manipular els resultats del referèndum republicà de 1974 en oficiar el matrimoni de Pavlos i Marie-Chantal Miller a Londres com un autèntic matrimoni principesc.
L'abril de 1996, Anna Maria i Constantí, juntament amb la princesa Irene i la princesa Caterina, van prendre la decisió de portar el govern grec als tribunals per la confiscació de les seves ciutadanies i propietats. El Tribunal Suprem Civil i Penal de Grècia va estar d'acord amb la seva demanda per discriminació, però el Consell d'Estat va anul·lar la seva decisió i va declarar que la retirada dels seus passaports era una mesura que s'ajustava a la constitució de la Tercera República. Com a resultat, la família va portar Grècia als tribunals del Tribunal Europeu de Drets Humans i els va demandar per 200 milions d'euros. Mesos després de l'inici de la demanda, el tribunal va fallar a favor de la família reial el novembre del 2000. La sentència, però, no exigia que el govern retornés les propietats de la família i, en canvi, permetia que fossin compensats amb diners. Dels 200 milions d'euros reclamats, Anne-Marie i Constantine van guanyar 12 milions d'euros, Irene 900.000 euros i Katherine 300.000 euros. La família tampoc va recuperar la ciutadania. Tot i que inicialment havia sol·licitat la ciutadania espanyola, Anne-Marie finalment va sol·licitar a la seva germana, Margarida II, que s'establissin passaports diplomàtics danesos a nom dels membres de la família reial grega. Ella hi va estar d'acord i als seus passaports danesos, els seus noms van ser establerts com a "SM la Reina Anna Maria" i "SM el Rei Constantí II".
Possiblement en un intent de difamar els antics monarques, els seus pagaments es van deduir del fons d'ajuda per a desastres naturals. El 2003, Constantine va utilitzar els diners que van rebre per establir la Fundació Anna-Maria, una organització sense ànim de lucre destinada a proporcionar ajuda a les víctimes de desastres naturals, especialment inundacions, terratrèmols i incendis forestals. Des del 2019, Anne-Marie ha dirigit la fundació com a presidenta.

## Vida posterior

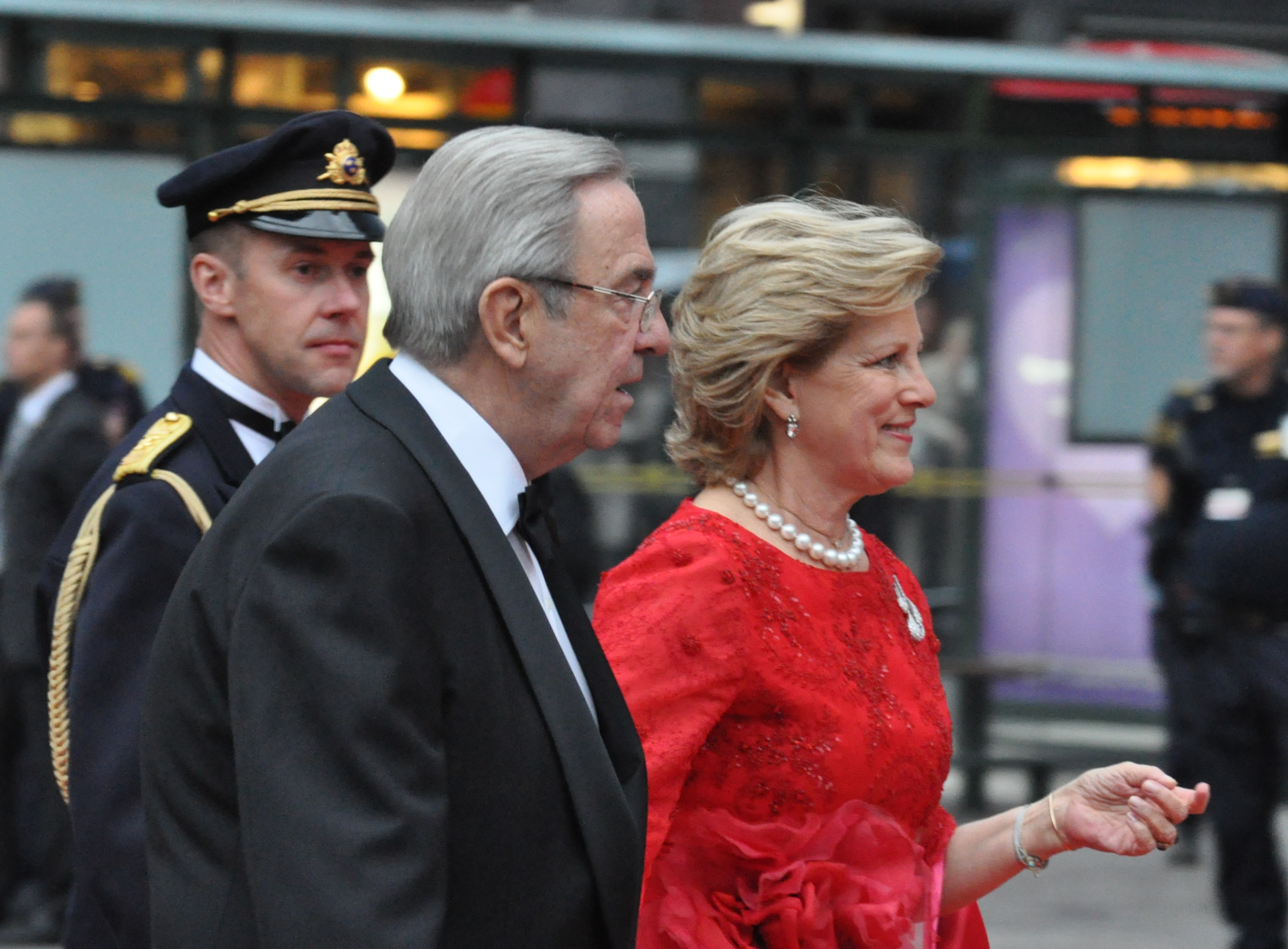
Anne-Marie i Constantine a Estocolm al casament de Victòria, princesa hereva de Suècia, juny de 2010

Després de la resolució de les disputes, les relacions entre la família reial grega i el govern grec van començar a relaxar-se. El 21 de maig de 2004, Anne-Marie va estar involucrada en una disputa a Madrid entre l'expríncep hereu Vittorio Emanuele d'Itàlia i el seu cosí i rival dinàstic, el príncep Amedeo de Savoia-Aosta. En una vetllada celebrada al Palau de la Zarzuela durant les celebracions del casament de Felip, Príncep d'Astúries, Amedeo es va acostar a Vittorio, qui, segons sembla, li va donar dos cops de puny a la cara, fent-lo ensopegar escales avall. En assabentar-se de l'incident, el rei Joan Carles d'Espanya, cosí d'ambdós homes, va declarar que "mai més" es donaria als pretendents l'oportunitat d'abusar de la seva hospitalitat.
El 14 d'agost de 2004, Anne-Marie i el seu marit Constantine van visitar la seva antiga residència a Atenes, l'antic Palau Reial que actualment és el Palau Presidencial, per primera vegada des del 1967. Van ser rebuts pel llavors president de Grècia, Costis Stephanopoulos, juntament amb altres membres del Comitè Olímpic Internacional, del qual Constantine era membre honorari. El desembre de 2004, Constantine, Anne-Marie i els seus fills van ser convidats de nou a fer una visita privada personal pel president Stephanopoulos. Un cop conclosos els jocs, el govern va anunciar que finalment es revocaria l'exili d'Anne-Marie i Constantine.
El 2013, l'Anne-Marie i el Constantine van tornar a residir a Grècia. Van vendre la seva casa a Londres per 11,5 milions d'euros i van anunciar el seu retorn a Grècia. Ell i la seva dona, Anne-Marie, van comprar una vil·la a Porto Cheli, al Peloponès, i hi van residir fins que es van traslladar a Atenes a la primavera del 2022. Pel seu 60è aniversari, Anne-Marie va pujar al creuer Aphroessa, que Constantine havia organitzat per a ella.
En Constantine va començar a tenir problemes de salut i mobilitat, cosa que va fer que necessités més atenció per part de l'Anne-Marie. Va ser hospitalitzat després del seu diagnòstic de COVID-19. El 10 de gener de 2023, Anne-Marie va quedar vídua quan el seu marit va morir d'un ictus a l'hospital privat Hygeia d'Atenes als 82 anys.
El 19 de desembre de 2024, els fills d'Anne-Marie i cinc dels seus néts van sol·licitar la ciutadania grega, seleccionant el cognom "Ντε Γκρες" (De Grèce; "de Grècia"). L'Anne-Marie no va presentar la seva sol·licitud, i es va informar que "no estava interessada".

## Títols, estils, honors i armes
Ha estat la reina titular dels hel·lens des del 1973. Aquest títol no està reconegut segons els termes de la Constitució republicana de Grècia.
- 30 d'agost de 1946 – 18 de setembre de 1964: Sa Altesa Reial la princesa Anna Maria de Dinamarca
- 18 de setembre de 1964 – 1 de juny de 1973: Sa Majestat la Reina dels Hel·lens, Princesa de Dinamarca
- 1 de juny de 1973 – present: Sa Majestat la Reina Anna Maria, antiga Reina dels Hel·lens[75]

### Escut d'armes i monograma
| Escuts d'armes de la reina Anna Maria de Grècia | Monograma personal de la reina Anna Maria de Grècia | Doble xifra del rei Constantí II i la reina Anna Maria de Grècia | Doble xifra del rei Constantí II i la reina Anna Maria de Grècia |

Els escuts d'armes de la reina Anna Maria combinen l'escut reial de Grècia de 1936–1973 i l'escut de Dinamarca de 1948–1972, que era vigent en el moment del seu matrimoni el 1964. L'escut d'armes danès és gairebé idèntic a l'escut dinàstic de l'escut grec, que és igual a l'escut danès de 1819–1903. L'única diferència és que l'escut grec també inclou el peix seca blanc d'Islàndia sobre un fons vermell a la cantonada inferior dreta.